# Balduin al IV-lea de Flandra
Balduin al IV-lea de Flandra, supranumit cel Bărbos, (n. 980 – d. 30 mai 1035) a fost conte de Flandra din 988 până la moarte.

## Viața
Balduin era fiul contelui Arnulf al II-lea de Flandra, și al soției sale, Rozala de Lombardia, fiica fostului rege al Italiei Berengar al II-lea.
Spre deosebire de predecesorii săi, Balduin și-a îndreptat atenția către răsărit și către nord, lăsând partea de sud a stăpânirilor sale în mâinile unor vasalilor săi, precum conții de Guînes, Hesdin și Saint Pol.
La nord de comitatul său, lui Balduin i s-a conferit provincia Zeelanda ca fief din partea împăratului german Henric al II-lea, iar pe malul drept al râului Scheldt el a obținut Valenciennes în 1013, alături de părți din Cambresis, ca și Comitatul Hainaut (unde a devenit conte ca Balduin I).
În paralel, în teritoriile dinspre Franța ale Comitatul de Flandra, supremația lui Balduin a rămas de necontestat.
Balduin a organizat totodată un plan de colonizare a regiunilor mlăștinoase situate de-a lungul coastelor Flandrei și a lărgit portul și orașul Bruges.

## Familia
Balduin a fost căsătorit prima dată cu Otgiva de Luxemburg, fiica lui Frederic de Luxemburg, cu care l-a avut pe fiul și moștenitorul Balduin al V-lea. 
Ulterior, s-a căsătorit cu Eleonora de Normandia, fiica ducelui Richard al II-lea de Normandia, cu care a avut cel puțin o fiică, Iudita, căsătorită cu contele anglo-saxon Tostig de Northumbria și apoi cu ducele Welf I al Bavariei.